# St John the Baptist, Hoxton

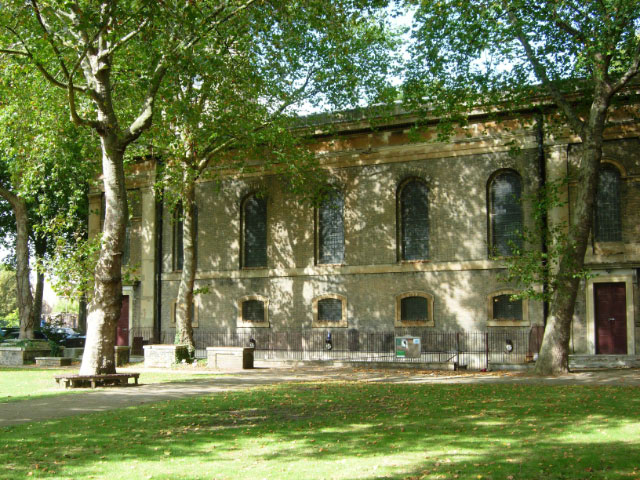
St John's Hoxton, N1

A igreja São João da Hoxton é um templo neoclássico anglicano dedicado a São João Batista e fundada em 1826.

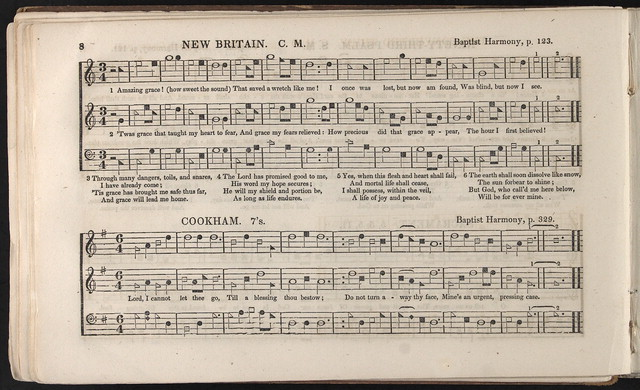
Amazing Grace

A paróquia é no distrito de Hoxton ao sudoeste da municipalidade de Hackney um quilómetro da catedral de São Paulo.
Em 1850, John Goldsmith, bisavô materno da S.A.R. princesa Catarina, duquesa de Cambridge, casado na igreja.
Hoxton é também famosa pela cultura de arte e vida noturna mais cool.